# Brando Giorgi
Brando Giorgi, pseudonimo di Lelio Sanità di Toppi (Roma, 21 maggio 1966), è un attore ed ex modello italiano.

## Biografia
Nel 1992 segue un corso di recitazione con Beatrice Bracco, l'anno successivo frequenta la Scuola d'Arte Drammatica fondata e diretta da Giovanni B. Diotiaiuti. Nello stesso anno esordisce come protagonista nel film Cattive ragazze, accanto a Eva Grimaldi, per la regia di Marina Ripa di Meana. Compare nei videoclip Gente comune (1992) e Acqua di mare (1993) di Mietta.
Nel 1993 torna al cinema col film Abbronzatissimi 2 - Un anno dopo di Bruno Gaburro, in cui recita al fianco di Valeria Marini. Successivamente intensifica la sua attività di modello e testimonial in varie campagne pubblicitarie, diventando il modello di punta di Valentino, Pignatelli, Trussardi.
Dopo l'esordio in teatro nel 1999, l'anno successivo partecipa alla serie TV Incantesimo 4, in onda su Rai 1. Nel 2002 entra nel cast della soap opera di Canale 5, Vivere, dove, fino al 2007, interpreta il ruolo di Roberto Falcon. Nel 2004 è aiuto regista ne Il Re muore di Eugène Ionesco.
Nello stesso 2007 è tra i concorrenti del reality show di Rai 1, Notti sul ghiaccio 2, condotto da Milly Carlucci. Nello stesso anno gira tre miniserie tv per Canale 5, fra cui Io non dimentico, regia di Luciano Odorisio in cui è protagonista maschile nel ruolo del camorrista Carmine Altieri.
Nel 2008, sempre per la TV, partecipa a Mogli a pezzi, regia di Alessandro Benvenuti e Vincenzo Terracciano, in cui interpreta il ruolo di Leo Turini, e a Il sangue e la rosa, regia di Salvatore Samperi, Luigi Parisi e Luciano Odorisio.
Nel 2009 torna sul grande schermo con il film Tieni a me - L'età delle parole, regia di Claudio Fragasso, presentato in anteprima al Festival del Cinema di Venezia 2008.
Nel 2010 recita in Don Matteo per la regia di Giulio Base.
Nel 2012 entra nel cast di Centovetrine con il ruolog di Tomas Sironi.
Nel 2017 prende parte all'episodio Vita privata della sitcom Camera Café.
Nel 2021 è tra i concorrenti naufraghi della quindicesima edizione de L'isola dei famosi, condotta da Ilary Blasi, venendo costretto a ritirarsi dal gioco dopo un mese a causa di un infortunio all'occhio.

### Vita privata
Terminata la relazione con la cantante Mietta (durata dal 1992 al 1999), Brando Giorgi si è legato sentimentalmente alla showgirl Daniela Battizzocco, sposata con rito civile nel 2013 e con rito religioso nel 2018 presso la Chiesa di San Bernando da Chiaravalle a Roma. La coppia ha due figli, Camilla (nata nel 2000) e Niccolò (nato nel 2004).
Questo è il secondo matrimonio per Giorgi, che ha potuto risposarsi in chiesa dopo l'annullamento di quello precedente (contratto nel 1991) dal Tribunale della Rota Romana.

## Filmografia

### Cinema
- Cattive ragazze, regia di Marina Ripa di Meana (1992)
- Abbronzatissimi 2 - Un anno dopo, regia di Bruno Gaburro (1993)
- Il calcio Balilla, regia di Gianni Fantoni – cortometraggio (2001)
- La morte di pietra, regia di Roberto Lippolis (2008)
- Tieni a me - L'età delle parole, regia di Claudio Fragasso (2009)
- Canto finale, regia di Riccardo Sesani (2015)

### Televisione
- Incantesimo 4, regia di Alessandro Cane e Tomaso Sherman – serial TV, 14 episodi (2001)
- Vivere – serial TV (2002-2007)
- Vento di ponente, regia di Gianni Lepre e Alberto Manni – serie TV (2004)
- Io non dimentico, regia di Luciano Odorisio – miniserie TV (2008)
- Mogli a pezzi, regia di Alessandro Benvenuti e Vincenzo Terracciano – miniserie TV (2008)
- Il sangue e la rosa, regia di Salvatore Samperi, Luigi Parisi e Luciano Odorisio – miniserie TV (2008)
- Caterina e le sue figlie 3, regia di Alessandro Benvenuti, Alessio Inturri e Riccardo Mosca – serie TV, episodi 3x02-3x03-3x04 (2010)
- Don Matteo, regia di Giulio Base – serie TV, episodio 8x16 (2010)
- Sangue caldo, regia di Luigi Parisi e Alessio Inturri – serie TV (2011)
- CentoVetrine – serial TV (2012-2013)
- Un posto al sole – serial TV (2017)
- Camera Café – sitcom, episodio 6x128 (2017)
- L'allieva – serie TV, episodi 3x08-3x12 (2020)
- Una scomoda eredità, regia di Fabrizio Costa – film TV (2022)

### Video musicali
- Gente comune di Mietta (1992)
- Acqua di mare di Mietta (1993)

## Teatro
- L'orgasmo della mia migliore amica, regia di Massimo Milazzo (1999-2000)
- The Man I Love, regia di Riccardo Castagnari (2000)
- Maestri ed allievi, regia di Guido Paternesi (2004)
- Vivere sul lago di Como, regia di Edoardo Siravo e Fabio Mazzari (2005-2006)

## Programmi televisivi
- Notti sul ghiaccio (Rai 1, 2007) Concorrente
- L'isola dei famosi 15 (Canale 5, 2021) Concorrente

## Doppiatori
- Oreste Baldini in Cattive ragazze
- Francesco Prando in Abbronzatissimi 2 - Un anno dopo